# Aeródromo de Jeshwang
El Aeródromo de Jeshwang  (en inglés: Jeshwang aerodrome) fue un antiguo campo de aviación en la nación africana de Gambia.
La alemana Lufthansa adquirió un terreno en 1932 en la excolonia británica de Gambia en el área Kombo-St. Mary, cerca de Bathurst (a partir de 1973: Banjul) en Jeshwang. En este momento, Lufthansa ofreció pasajes a Estados Unidos en aeronaves e hidroaviones Dornier. Esta nueva base en África se hizo necesaria para que Lufthansa fuese capaz de ofrecer conexiones rápidas a América del Sur. 
Lufthansa amplió su terreno adquirido en un campo de aviación y lo gestionó durante cuatro años a partir de 1934 hasta el estallido de la Segunda Guerra Mundial. En su primer vuelo de Frankfurt a Brasil en 1934 se usó el Zepelín LZ 127 en la estación de Jeshwang. 
Después de la guerra el campo fue abandonado.